# Veert
Veert is een plaatsje dat tot de gemeente Geldern in Duitsland behoort. Het aantal inwoners is 5.876 (dec. 2005). In 2007 vierde Veert haar zevenhonderdjarig bestaan.

## Wapen
Het wapen van het stadje bevat op een rode ondergrond een zilveren (heraldische weergegeven in wit) balkenkruis met daarop een zwarte schijf met een vijfbladerige blauwe mispelbloem met gouden (heraldisch geel) naaktslakken en gouden kelkbladen. Het is tevens het wapen van de voormalige gemeente Veert.
Het balkenkruis (ontleent aan het kruis in het wapen van de stad Keulen) staat voor de Keulse burgers die sinds 1663 op pelgrimstocht naar Kevelaer gingen en in 1686 het oudste heiligenhuisje aan de Nederrijn in Veert stichtten. De mispelbloem is ontleend aan het wapen van Gelre waarvan het onderdeel was. Het rood herinnert aan de schutspatroon Sint Maarten, die op oude zegels van Veert is afgebeeld.

## Naam
De naam Veert is afgeleid van het oudduitse „Waird“ en het middelduitse „Wer“ en betekent eiland of schiereiland. Dus een hoger gelegen plaats, die door een rivier of beekjes omgeven is en een droge plaats biedt bij overstromingen. Oude spellingen zijn Wert (1308-1387), Veyrth (1387) en Weert (1629-1748).

## Geschiedenis
De eerst zelfstandige stad Veert maakt sinds 1 juli 1969 deel uit van de gemeente Geldern. Deze stad ligt direct ten oosten van Veert en beiden steden zijn aan elkaar gegroeid.
De Kerk in Veert is als kerk onder het aartsbisdom Utrecht gesticht en kwam op 7 november 1307 aan het Klooster Grafenthal volgens een oude akte.
De verdedigingslinie en kanaal Fossa Eugenia is ten zuiden van de stad aangelegd vanaf 1626.

## Bezienswaardigheden

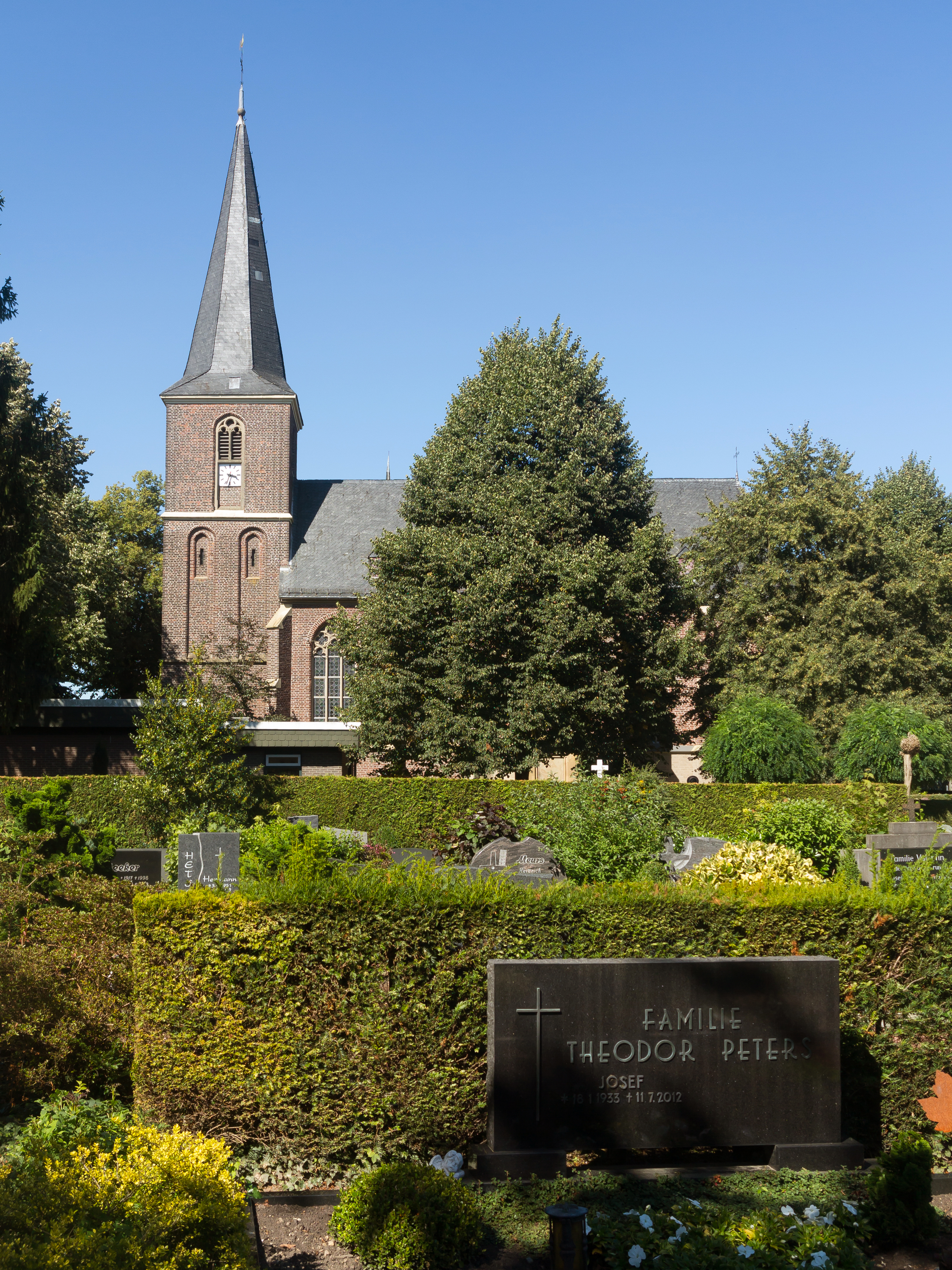
Kerk: Sankt Martin Kirche

- Kapelle Klein Kevelaer, Tombergsweg. In 1699 gebouwd en al in 1703 vernield, tot 1705 herbouwd. Aan de oorspronkelijke kapel herinnert de uit 1699 daterende wapensteen boven de ingang van de kleine bakstenen kapel.

- Kölner Heiligenhäuschen aan de Heideweg. Het oudste kapelletje in de Nederrijnregio werd in 1686 door Keulse burgers gebouwd, die sinds 1663 naar Kevelaer op bedevaart gingen.

- Katholieke parochiekerk St. Martinus, Schulstraße. Gotische baksteenkerk uit de 16e eeuw, tot het interieur behoort een neogotisch altaar uit 1896 en een neogotische kruisweg.

- Willicksche Mühle, Kapellener Straße. De Willicksche molen is de enige bewaard gebleven watermolen in Geldern. De door de waterkracht van de Niers aangedreven molen werd reeds in 1434 genoemd en was tot na de Tweede Wereldoorlog in gebruik. Het huidige gebouw ontstond in de 18e eeuw en bevindt zich in particulier bezit.

- Windmühle, Utrechter Straße. Deze windmolen werd in 1856 in baksteen gebouwd en in 1965 met hout bekleed. Sinds de jaren 50 is de voormalige molen in gebruik als woning.

Aengenesch · Geldern · Hartefeld · Kapellen · Lüllingen · Pont · Veert · Vernum · Walbeck